# Прапор Артігаса
Прапор Артігаса (ісп. Bandera de Artigas) — один із трьох офіційних прапорів Уругваю. Спочатку він був національним прапором Федеральної ліги між 1815 і 1820 роками, а потім був офіційно затверджений уругвайською державою в 1952 році. Нині він віддає данину поваги Хосе Гервасіо Артігасу, його дизайнеру та національному герою Уругваю.
Він має три горизонтальні смуги, натхненні прапором Бельграно, верхня та нижня сині, а центральна біла. Зверху їх перетинає діагональна червона смуга — символ федералізму.
В Уругваї прапор Артігаса має майоріти поруч із національним прапором і прапором «Тридцяти Трьох» біля або на державних будівлях.

## Історія

Рондель ВПС Уругваю

Він був розроблений самим Хосе Артігасом на основі прапора, створеного в 1812 році Мануелем Бельграно, але додавши червону смугу, що символізує федералізм. Це був прапор Liga Federal, конфедерації південноамериканських провінцій, заснованої Артігасом.

## Використання як військові емблеми

Кокарда Артігаса, військова кокарда Уругваю

Прапор Артігаса та емблеми, що походять від нього, традиційно використовувалися як символи збройних сил Уругваю .

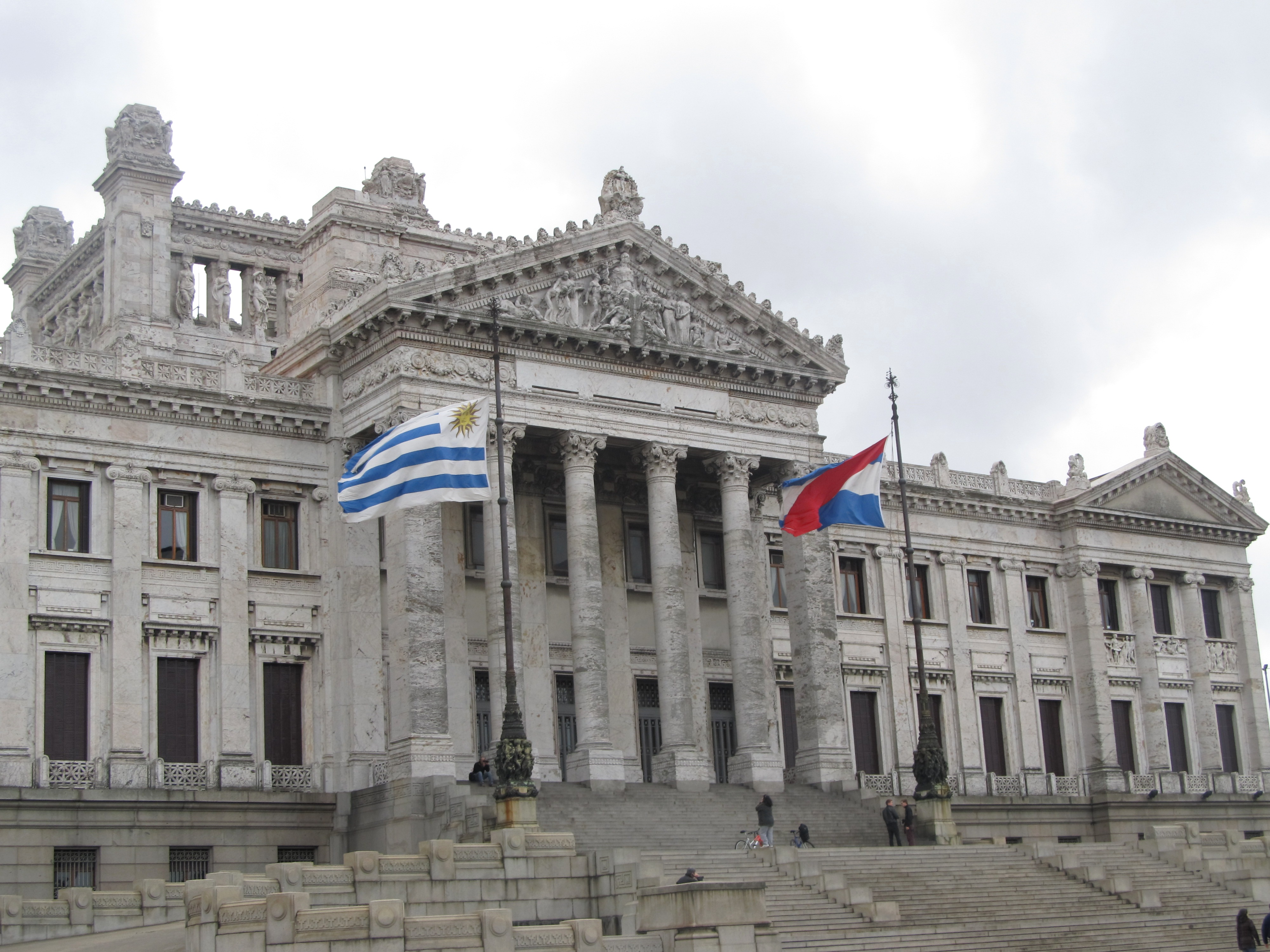
Прапор Артігаса майорить поруч із прапором Уругваю перед Законодавчим палацом у Монтевідео.

### Уругвайський флот
З 1930-х по 1990-ті роки військові кораблі ВМС Уругваю плавали під прапором Артігаса як військово- морського джека, доки його не замінив модифікований дизайн до 1930-х років в останні роки.

### ВПС Уругваю
Літаки ВПС Уругваю демонструють прапор Артігаса на кілях, а також круглу версію прапора ( рондель ) на фюзеляжах і крилах.

### Уругвайська армія та загальновійськове використання
Існує також інша версія круглої форми, відома як кокарда Артігаса, яку носять як кокарду на уніформі збройних сил Уругваю, а також є емблемою уругвайської армії . Він також заснований на прапорі Артігаса, але з синім у центрі, оточеним білим, а потім синім, і з червоною діагональною смугою в цілому.

### Інші прапори
Прапор аргентинської провінції Ентре-Ріос, якою в основному керувала Федеральна партія та Хусто Хосе Уркіса між 1842 і 1870 роками, натхненний прапором Артігаса  і виглядає дуже схожим, за винятком того, що має співвідношення 9:14 і сині смуги набагато світліші.

Прапор аргентинської провінції Ентре-Ріос